# ناحیه فوسوم، شهرستان نورمن، مینه سوتا
ناحیه فوسوم (به انگلیسی: Fossum Township) یک منطقهٔ مسکونی در ایالات متحده آمریکا است که در شهرستان نورمن، مینه‌سوتا واقع شده‌است.
 ناحیه فوسوم ۹۳٫۳ کیلومتر مربع مساحت و ۱۸۷ نفر جمعیت دارد و ۳۴۴ متر بالاتر از سطح دریا واقع شده‌است.